# División de Honor B de rugby 2015-16
La División de Honor B de rugby 2015-16 es la 18.ª edición de la segunda competición de rugby de España desde la reestructuración en 1998. El torneo es organizado por la Federación Española de Rugby, al igual que la máxima categoría.
Para esta temporada, la primera jornada se organizó para el 18 de septiembre, mientras que la última fecha de la categoría será el día 28 de mayo de 2016 según el calendario oficial. 

## Sistema de competición
- Esta Competición se jugará en cada grupo por sistema de liga a doble vuelta estableciéndose la clasificación de acuerdo con lo que establece el Reglamento de Partidos y Competiciones de la FER. Algunas jornadas podrán coincidir con actividad de la Selección Nacional o Combinado Nacional. En estos casos los jugadores convocados con el Equipo Nacional o Combinado Nacional deberán estar a disposición del Seleccionador Nacional hasta que finalice la concentración, no pudiendo participar con sus clubes hasta entonces.

- Ocho equipos, los dos primeros de cada grupo junto con los dos mejores terceros participarán en la Fase de ascenso a División de Honor, que se disputará por sistema de eliminatorias a doble vuelta. Se establecerá un ranking del 1o al 8o de acuerdo con la clasificación habida en cada grupo.

- Los equipos B de clubes que actualmente compiten en División de Honor no participarán en esta fase de ascenso.

- La primera eliminatoria (cuartos de final) será con los siguientes enfrentamientos. A): 1o Primero (1) – 2o Tercero (8); B): 2o Primero (2) – 1o Tercero (7); C): 3o Primero (3) – 3o Segundo (6); D): 1o Segundo (4) – 2o Segundo (5). La segunda eliminatoria (semifinales) será E): Vencedor A) – Vencedor D) y F): Vencedor B) – Vencedor C). La tercera eliminatoria (final) Vencedor E) – Vencedor F.). En todas las eliminatorias los encuentros de vuelta se disputarán en los campos de los equipos con mejor ranking del orden inicial.

- El equipo ganador ascenderá a División de Honor en la temporada 2016/17. El perdedor jugará una eliminatoria de promoción contra el equipo clasificado en 11o lugar de División de Honor. El encuentro de vuelta en el campo del equipo de División de Honor.

- Como norma general para los tres grupos se establece que en principio desciende de cada grupo a categoría regional el equipo clasificado en el último lugar (puesto 12o) y el penúltimo clasificado (puesto 11o) jugará una promoción para la permanencia, a doble vuelta, contra el 2o clasificado de la fase de ascenso de regional a nacional. El encuentro de vuelta en el campo del equipo de División de Honor B. [2]

### Sistema de puntuación
- Cada victoria suma 4 puntos.
- Cada empate suma 2 puntos.
- Cuatro ensayos en un partido suma 1 punto de bonus.
- Perder por una diferencia de siete puntos o inferior suma 1 punto de bonus.

## Grupos

### Grupo A (Norte)
| Equipo                                   | Ciudad        | Entrenador   | Estadio                     | Capacidad |
| ---------------------------------------- | ------------- | ------------ | --------------------------- | --------- |
| Eibar Hierros Anetxe R. T.               | Éibar         | Bandera de ? | Polideportivo de Ipurua     | 1000      |
| Uribealdea R. K. E.                      | Munguía       | Bandera de ? | Campo de rugby Atxurizubi   | ?         |
| Babyauto Zarautz R. T.                   | Zarauz        | Bandera de ? | Campo de rugby Asti         | 800       |
| Durango Nissan-Gaursa R. T.              | Durango       | Bandera de ? | Campo de rugby Arripausueta | 304       |
| AVK Bera Bera R. T.                      | San Sebastián | Bandera de ? | Miniestadio de Anoeta       | 1262      |
| Blusens Networks Universidade Vigo R. C. | Vigo          | Bandera de ? | Campo de rugby do CUVI      | 500       |
| CRAT La Coruña                           | La Coruña     | Bandera de ? | Campo de rugby Acea de Ama  | 500       |
| UBU - Aparejadores Burgos                | Burgos        | Bandera de ? | C. D. San Amaro             | 1500      |
| C. R. El Salvador "B"                    | Valladolid    | Bandera de ? | Campos de rugby Pepe Rojo   | 5000      |
| VRAC Quesos Entrepinares "B"             | Valladolid    | Bandera de ? | Campos de rugby Pepe Rojo   | 5000      |
| Real Oviedo Rugby                        | Oviedo        | Bandera de ? | Campo de rugby El Naranco   | 600       |
| La Única R. T.                           | Pamplona      | Bandera de ? | Campo de rugby Berokizelaia | ?         |

### Grupo B (Este-Levante)
| Equipo                    | Ciudad                              | Entrenador   | Estadio                                                               | Capacidad |
| ------------------------- | ----------------------------------- | ------------ | --------------------------------------------------------------------- | --------- |
| C. R. Sant Cugat          | San Cugat del Vallés (Barcelona)    | Bandera de ? | ZEM La Guinardera                                                     | 500       |
| R. C. L'Hospitalet        | Hospitalet de Llobregat (Barcelona) | Bandera de ? | Campo de rugby Feixa Llarga                                           | 300       |
| Barcelona Enginyers Rugby | Barcelona                           | Bandera de ? | C. E. M. Mar Bella                                                    | 100       |
| Barcelona U. C.           | Barcelona                           | Bandera de ? | Esports UB                                                            | 200       |
| U. E. Santboiana "B"      | San Baudilio de Llobregat           | Bandera de ? | Estadi Baldiri Aleu                                                   | 3500      |
| Químic E. R.              | Barcelona                           | Bandera de ? | La Teixonera                                                          | 500       |
| R. C. Sitges              | Sitges                              | Bandera de ? | Campo Municipal de Santa Bàrbara                                      | 100       |
| C. R. La Vila             | Villajoyosa                         | Bandera de ? | Campo de rugby El Pantano                                             | 1550      |
| CAU Valencia              | Valencia                            | Bandera de ? | Campo de rugby del Río Turia                                          | 500       |
| C. P. Les Abelles         | Valencia                            | Bandera de ? | Campos de Rugby Jorge Diego Pantera, Polideportivo de Quatre Carreres | 1296      |
| R. C. Tecnidex Valencia   | Valencia                            | Bandera de ? | Campos de Rugby Jorge Diego Pantera, Polideportivo de Quatre Carreres | 1296      |
| Fénix C. R. Zaragoza      | Zaragoza                            | Bandera de ? | C. D. M. Pinares de Venecia                                           | 1000      |

### Grupo C (Centro-Sur)
| Equipo                            | Ciudad                           | Entrenador   | Estadio                                | Capacidad |
| --------------------------------- | -------------------------------- | ------------ | -------------------------------------- | --------- |
| CAU Madrid                        | Orcasitas (Madrid)               | Bandera de ? | Campo de rugby Orcasitas               | 500       |
| Olímpico de Pozuelo R. C.         | Pozuelo de Alarcón (Madrid)      | Bandera de ? | Valle de las Cañas                     | 500       |
| A. D. Ing. Industriales Las Rozas | Las Rozas de Madrid (Madrid)     | Bandera de ? | Campo de rugby El Cantizal             | 400       |
| C. D. Arquitectura                | Madrid                           | Bandera de ? | Estadio Nacional Complutense           | 12 400    |
| C. R. Complutense Cisneros "B"    | Madrid                           | Bandera de ? | Estadio Nacional Complutense           | 12 400    |
| C. R. Liceo Francés               | Madrid                           | Bandera de ? | Estadio Ramon Urtubi                   | 500       |
| Ciencias Fundación Cajasol        | Sevilla                          | Bandera de ? | I. D. La Cartuja                       | 3000      |
| Helvetia Rugby                    | Sevilla                          | Bandera de ? | I. D. La Cartuja                       | 3000      |
| U. R. Almería                     | Almería                          | Bandera de ? | Estadio de la Juventud "Emilio Campra" | 10 000    |
| C. R. Atlético Portuense          | El Puerto de Santa María (Cádiz) | Bandera de ? | C. D. Puerto de Santa María            | ?         |
| C. D. U. Granada                  | Granada                          | Bandera de ? | Fuentenueva                            | 1000      |
| Extremadura C. A. R. Cáceres      | Cáceres                          | Bandera de ? | C. D. El Cuartillo                     | 1134      |

## Clasificaciones

### Grupo A
|                                                                 | Equipo                        | J  | G  | E | P  | TF  | TC  | DT   | EF  | EC  | BO | BD | Puntos |
| --------------------------------------------------------------- | ----------------------------- | -- | -- | - | -- | --- | --- | ---- | --- | --- | -- | -- | ------ |
| 1                                                               | Babyauto Zarautz R. T.        | 22 | 21 | 0 | 1  | 751 | 280 | 471  | 106 | 37  | 14 | 1  | 99     |
| 2                                                               | UBU - Aparejadores Burgos     | 22 | 17 | 0 | 5  | 655 | 371 | 284  | 92  | 42  | 13 | 5  | 86     |
| 3                                                               | AVK Bera Bera R. T.           | 22 | 11 | 2 | 9  | 425 | 384 | 41   | 54  | 50  | 7  | 4  | 59     |
| 4                                                               | Uribealdea R. K. E.           | 22 | 11 | 1 | 10 | 471 | 372 | 99   | 61  | 44  | 5  | 6  | 57     |
| 5                                                               | CRAT Residencia RIALTA        | 22 | 11 | 1 | 10 | 432 | 371 | 61   | 50  | 47  | 5  | 6  | 57     |
| 6                                                               | Blusens Networks Universidade | 22 | 10 | 1 | 11 | 449 | 414 | 35   | 71  | 55  | 7  | 4  | 47     |
| 7                                                               | Real Oviedo Rugby             | 22 | 9  | 1 | 12 | 450 | 453 | -3   | 56  | 54  | 6  | 4  | 46     |
| 8                                                               | Durango Nissan-Gaursa R. T.   | 22 | 8  | 0 | 14 | 394 | 453 | -59  | 56  | 54  | 6  | 4  | 44     |
| 9                                                               | AVIA Eibar R. T.              | 22 | 8  | 0 | 14 | 365 | 575 | -210 | 45  | 81  | 2  | 3  | 41     |
| 10                                                              | SilverStorm El Salvador "B"   | 22 | 8  | 0 | 14 | 345 | 711 | -366 | 47  | 100 | 3  | 2  | 41     |
| 11                                                              | VRAC Quesos Entrepinares "B"  | 22 | 8  | 0 | 14 | 343 | 528 | -218 | 36  | 72  | 2  | 4  | 40     |
| 12                                                              | La Única R. T.                | 22 | 6  | 2 | 14 | 343 | 478 | -135 | 47  | 70  | 3  | 4  | 35     |
| Fuente: Federación Española de Rugby (actualización automática) |                               |    |    |   |    |     |     |      |     |     |    |    |        |

J:Jugados / G:Ganados / E:Empatados / P:Perdidos / TF:Tantos a Favor / TC:Tantos en Contra / DT:Diferencia / EF:Ensayos Favor / EC:Ensayos Contra / BO:Bonus Ofensivo / BD:Bonus Defensivo

### Grupo B
|                                                                 | Equipo                    | J  | G  | E | P  | TF   | TC  | DT   | EF  | EC  | BO | BD | Puntos |
| --------------------------------------------------------------- | ------------------------- | -- | -- | - | -- | ---- | --- | ---- | --- | --- | -- | -- | ------ |
| 1                                                               | C. R. La Vila             | 22 | 21 | 0 | 1  | 1005 | 200 | 805  | 152 | 27  | 17 | 1  | 102    |
| 2                                                               | C. R. Sant Cugat          | 22 | 19 | 0 | 3  | 685  | 337 | 348  | 93  | 39  | 13 | 0  | 89     |
| 3                                                               | CAU Valencia              | 22 | 15 | 1 | 6  | 831  | 311 | 520  | 115 | 36  | 13 | 6  | 79     |
| 4                                                               | C. P. Les Abelles         | 22 | 14 | 0 | 8  | 584  | 347 | 237  | 85  | 46  | 9  | 3  | 68     |
| 5                                                               | Barcelona U. C.           | 22 | 12 | 1 | 9  | 518  | 546 | -28  | 71  | 70  | 9  | 3  | 61     |
| 6                                                               | Barcelona Enginyers Rugby | 22 | 11 | 1 | 10 | 507  | 507 | 0    | 68  | 70  | 7  | 4  | 55     |
| 7                                                               | R. C. Tecnidex Valencia   | 22 | 11 | 0 | 11 | 420  | 540 | -120 | 61  | 71  | 6  | 1  | 51     |
| 8                                                               | U. E. Santboiana "B"      | 22 | 10 | 1 | 11 | 415  | 543 | -128 | 61  | 68  | 4  | 5  | 45     |
| 9                                                               | R. C. L'Hospitalet        | 22 | 8  | 0 | 14 | 370  | 587 | -217 | 50  | 83  | 4  | 5  | 43     |
| 10                                                              | Fénix C. R. Zaragoza      | 22 | 7  | 2 | 13 | 375  | 631 | -256 | 50  | 88  | 4  | 2  | 38     |
| 11                                                              | R. C. Sitges              | 22 | 2  | 2 | 18 | 282  | 794 | -512 | 32  | 113 | 2  | 2  | 14     |
| 12                                                              | Químic E. R.              | 22 | 0  | 2 | 20 | 228  | 877 | -649 | 24  | 137 | 1  | 0  | 5      |
| Fuente: Federación Española de Rugby (actualización automática) |                           |    |    |   |    |      |     |      |     |     |    |    |        |

J:Jugados / G:Ganados / E:Empatados / P:Perdidos / TF:Tantos a Favor / TC:Tantos en Contra / DT:Diferencia / EF:Ensayos Favor / EC:Ensayos Contra / BO:Bonus Ofensivo / BD:Bonus Defensivo

### Grupo C
|                                                                 | Equipo                            | J  | G  | E | P  | TF   | TC  | DT   | EF  | EC  | BO | BD | Puntos |
| --------------------------------------------------------------- | --------------------------------- | -- | -- | - | -- | ---- | --- | ---- | --- | --- | -- | -- | ------ |
| 1                                                               | Ciencias Fundación Cajasol        | 22 | 22 | 0 | 0  | 1180 | 195 | 985  | 183 | 25  | 19 | 0  | 107    |
| 2                                                               | C. R. Liceo Francés               | 22 | 18 | 0 | 4  | 715  | 348 | 367  | 112 | 41  | 14 | 1  | 87     |
| 3                                                               | C. R. Atlético Portuense          | 22 | 14 | 0 | 8  | 672  | 505 | 167  | 98  | 71  | 16 | 4  | 76     |
| 4                                                               | C. D. Arquitectura                | 22 | 12 | 1 | 9  | 562  | 549 | 13   | 85  | 71  | 13 | 2  | 65     |
| 5                                                               | Olímpico de Pozuelo R. C.         | 22 | 11 | 1 | 10 | 554  | 535 | 19   | 74  | 76  | 5  | 4  | 54     |
| 6                                                               | C. A. R. Cáceres                  | 22 | 11 | 0 | 11 | 435  | 578 | -143 | 57  | 79  | 5  | 1  | 52     |
| 7                                                               | A. D. Ing. Industriales Las Rozas | 22 | 10 | 0 | 12 | 456  | 521 | -65  | 57  | 73  | 5  | 4  | 49     |
| 8                                                               | Helvetia Rugby                    | 22 | 9  | 0 | 13 | 490  | 652 | -162 | 64  | 89  | 7  | 4  | 48     |
| 9                                                               | C. R. Complutense Cisneros "B"    | 22 | 8  | 0 | 14 | 527  | 615 | -88  | 71  | 92  | 7  | 5  | 44     |
| 10                                                              | U. R. Almería                     | 22 | 8  | 0 | 14 | 477  | 659 | -182 | 54  | 89  | 7  | 3  | 42     |
| 11                                                              | CAU Madrid                        | 22 | 7  | 0 | 15 | 412  | 691 | -279 | 53  | 99  | 6  | 3  | 37     |
| 12                                                              | C. D. U. Granada                  | 22 | 0  | 0 | 22 | 219  | 851 | -632 | 27  | 129 | 1  | 6  | 7      |
| Fuente: Federación Española de Rugby (actualización automática) |                                   |    |    |   |    |      |     |      |     |     |    |    |        |

J:Jugados / G:Ganados / E:Empatados / P:Perdidos / TF:Tantos a Favor / TC:Tantos en Contra / DT:Diferencia / EF:Ensayos Favor / EC:Ensayos Contra / BO:Bonus Ofensivo / BD:Bonus Defensivo

## Fase de Ascenso

### Cuartos de final[6]

#### Ida
| División de Honor B de España (Fase de Ascenso); 24 de abril de 2016 | CAU Valencia | 13 - 14 | C. R. La Vila | Campo del Río Turia, Valencia |  |
|                                                                      |              |         |               | Árbitro(s): Jorge Molpeceres  |  |

| División de Honor B de España (Fase de Ascenso); 24 de abril de 2016 | UBU - Aparejadores Burgos | 15 - 12 | Babyauto Zarautz R. T. | C. D. San Amaro, Burgos   |  |
|                                                                      |                           |         |                        | Árbitro(s): Ignacio Muñoz |  |

| División de Honor B de España (Fase de Ascenso); 23 de abril de 2016 | C. R. Liceo Francés | 12 - 3 | C. R. Sant Cugat | Ramon Urtubi, Madrid            |  |
|                                                                      |                     |        |                  | Árbitro(s): Iñigo Atorrasagasti |  |

#### Vuelta
| División de Honor B de España (Fase de Ascenso); 1 de mayo de 2016 | C. R. La Vila | 15 - 6 (29 - 19) | CAU Valencia | Campo de El Pantano, Villajoyosa (Alicante) |  |
|                                                                    |               |                  |              | Árbitro(s): Alfonso Mirat                   |  |

El C. R. La Vila, descalificado por alinear a un jugador no apto. El CAU Valencia avanza a la siguiente ronda.
| División de Honor B de España (Fase de Ascenso); 1 de mayo de 2016 | Babyauto Zarautz R. T. | 21 - 30 (33 - 45) | UBU - Aparejadores Burgos | Campo de Asti, Zarauz (Guipúzcoa) |  |
|                                                                    |                        |                   |                           | Árbitro(s): Luís García-Mon       |  |

| División de Honor B de España (Fase de Ascenso); 30 de abril de 2016 | C. R. Sant Cugat | 8 - 18 (11 - 30) | C. R. Liceo Francés | La Guinardera, San Cugat del Vallés |  |
|                                                                      |                  |                  |                     | Árbitro(s): Jorge Molpeceres        |  |

### Semifinales[7]

#### Ida
| División de Honor B de España (Fase de Ascenso); 8 de mayo de 2016 | CAU Valencia | 23 - 23 | UBU - Aparejadores Burgos | Campo del Río Turia, Valencia |  |
|                                                                    |              |         |                           | Árbitro(s): Ignacio Muñoz     |  |

| División de Honor B de España (Fase de Ascenso); 8 de mayo de 2016 | C. R. Liceo Francés | 12 - 16 | Ciencias Fundación Cajasol | Ramon Urtubi, Madrid    |  |
|                                                                    |                     |         |                            | Árbitro(s): Luis Santos |  |

#### Vuelta
| División de Honor B de España (Fase de Ascenso); 15 de mayo de 2016 | UBU - Aparejadores Burgos | 17 - 27 (40 - 50) | CAU Valencia | C. D. San Amaro, Burgos     |  |
|                                                                     |                           |                   |              | Árbitro(s): Alhambra Nievas |  |

| División de Honor B de España (Fase de Ascenso); 15 de mayo de 2016 | Ciencias Fundación Cajasol | 23 - 7 (39 - 19) | C. R. Liceo Francés | I. D. La Cartuja, Sevilla   |  |
|                                                                     |                            |                  |                     | Árbitro(s): Joaquín Santoro |  |

### Final[8]

#### Ida
| División de Honor B de España (Fase Final de Ascenso); 22 de mayo de 2016 | CAU Valencia | 22 - 15 | Ciencias Fundación Cajasol | Campo del Río Turia, Valencia |  |
|                                                                           |              |         |                            | Árbitro(s): Félix Villegas    |  |

#### Vuelta
| División de Honor B de España (Fase Final de Ascenso); 29 de mayo de 2016 | Ciencias Fundación Cajasol | 23 - 15 (38 - 37) | CAU Valencia | I. D. La Cartuja, Sevilla |  |
|                                                                           |                            |                   |              | Árbitro(s): Alfonso Mirat |  |

| Por un resultado global favorable de 38 - 37: Asciende a la División de Honor para la temporada 2016-17: Ciencias Fundación Cajasol |